# Вида, Марк Иероним
Марк Иероним (Марко Джироламо) Вида (итал. Marco Gerolamo Vida; около 1490, Кремона — 27 сентября 1566, Альба, Пьемонт) — итальянский гуманист, поэт; епископ Альбы (с 1532).

## Биография
Марко Джироламо Вида был выходцем из знатного, но обедневшего кремонского рода. Получил гуманистическое образование в Кремоне и Мантуе. В 1505 году принял сан. В 1510 году перебрался в Рим, пользовался поддержкой пап Льва X и Климента VII. Принимал участие в работе Тридентского собора (с 1545).

## Творчество
Первые сочинения Вида были созданы им еще до переезда в Рим: латинские поэмы «О шелковичном черве» (лат. De bombyce) и поэма «Игра в шахматы» (лат. Scacchia ludus, 1513; издана в 1525 анонимно; 2-е издание, 1527 — с именем автора). Писал также эклоги и гимны. По предложению понтифика в 1518 году начал работать над выдержанной в традиции Вергилия поэмой в гекзаметрах о жизни Христа «Христиада» (Christias, изд. 1535, окончательная редакция — 1550). Поэма оказала влияние на Торквато Тассо. В 1517 году Вида начал работу над трактатом «О поэтическом искусстве» (Ars poetica, опубл. 1527), вдохновляясь при этом «Посланием к Пизонам» Горация. В «Диалогах о достоинстве государства» (Dialogi de dignitate reipublicae, 1556) опирался на труды Цицерона и Августина.

### «Об игре в шахматы»
В поэме рассказывается о шахматной партии между Аполлоном и Меркурием, подробно изложены правила «новых» для того времени шахмат, изображено поведение шахматистов, а также зрителей во время игры. Поэма получила широкое распространение в Европе (только в XVI веке — 32 издания); переведена на большинство европейских языков, способствовало появлению других поэтических и прозаических произведений на шахматную тему. По мнению Гарольда Мэррея, термин «башня» (итал. torre), впервые использованный Видой в поэме для названия крайней фигуры, содействовал распространению этого названия в западных странах.
В 1560-х годах свою вариацию на тему поэмы Виды («Шахматы») создал польский поэт Ян Кохановский.

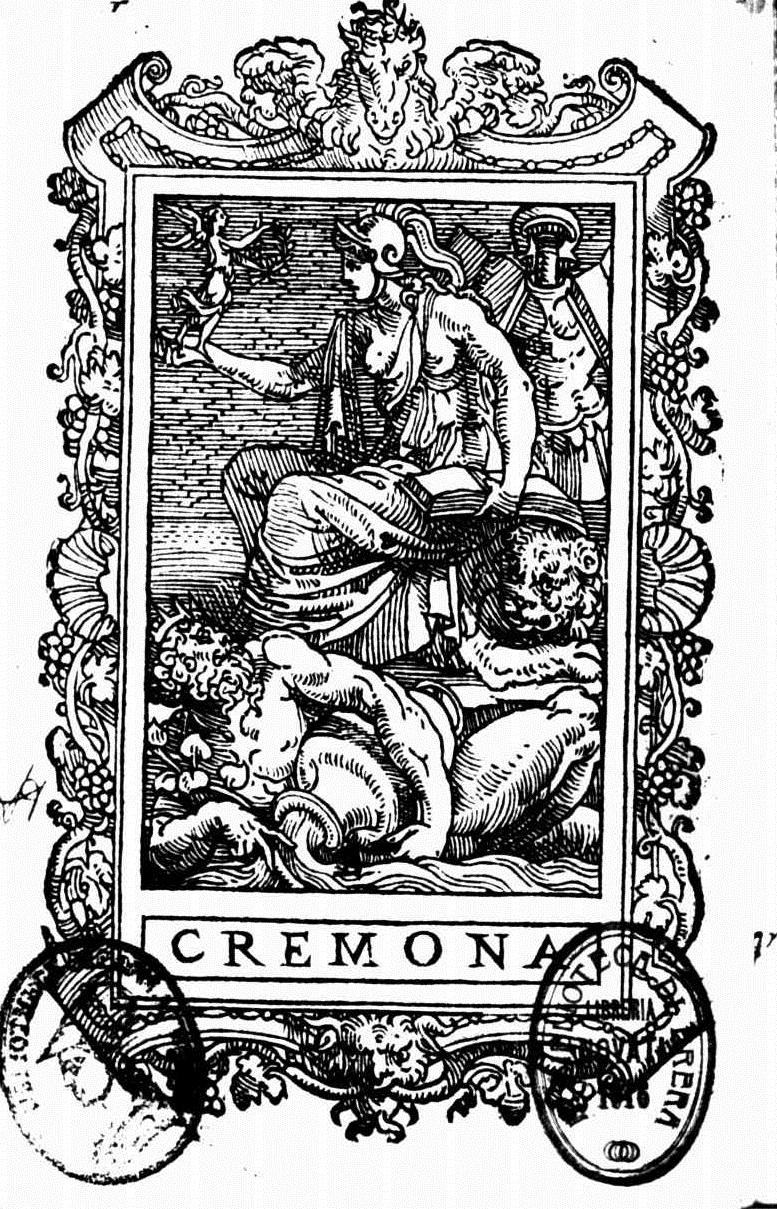
Cremonensium orationes III, frontispiece, 1550